# The Nerd Machine
The Nerd Machine, detta anche TNM, è una compagnia statunitense fondata dall'attore Zachary Levi nel novembre 2010. Levi, insieme ai prop master di Chuck David Coleman e Courtney Coleman, decise di fondare la compagnia online per lanciare la cultura nerd nel mondo. Sul sito internet di The Nerd Machine è possibile acquistare merchandise originale di vario tipo (abbigliamento, accessori, etc.). Il sito è anche casa di una community di "nerd" e ospita un forum dove i fan da tutto il mondo possono interagire fra di loro.
Col passare del tempo, The Nerd Machine ha iniziato ad acquistare sempre più notorietà e successo, e ad organizzare vari eventi, tra cui il più importante e famoso è il Nerd HQ, che prende luogo una volta l'anno durante il San Diego Comic-Con.

## Community
La community online ha una popolazione di oltre 50,000 membri che condividono e socializzano su tecnologia, cinema, televisione, convention e qualsiasi passione in generale. Il numero dei membri è in continua crescita per la presenza di fan della serie televisiva Chuck (di cui Levi è stato protagonista), nerd in generale e persone che scoprono The Nerd Machine grazie al Comic-Con.
La community, oltre al sito internet di TNM, si estende anche ai vari social network, in particolare Twitter.
I membri della community hanno anche proposto e attuato idee per progetti a larga scala, uno dei quali è la campagna Save Chuck per ottenere il rinnovo della serie per una nuova stagione dopo l'abbassamento degli ascolti. I fan hanno portato la campagna su Twitter utilizzando l'hashtag #NotANielsenFamily e twittando ai produttori dello show.
I fan di TNM inoltre pubblicizzano il sito e diffondono la cultura nerd twittando e usando l'hashtag #vivalanerdolution.

## Nerd HQ

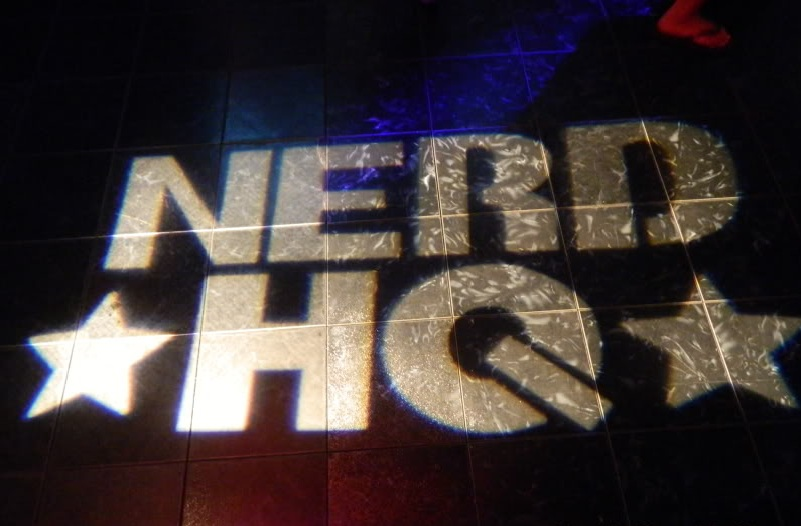
Nerd HQ logo

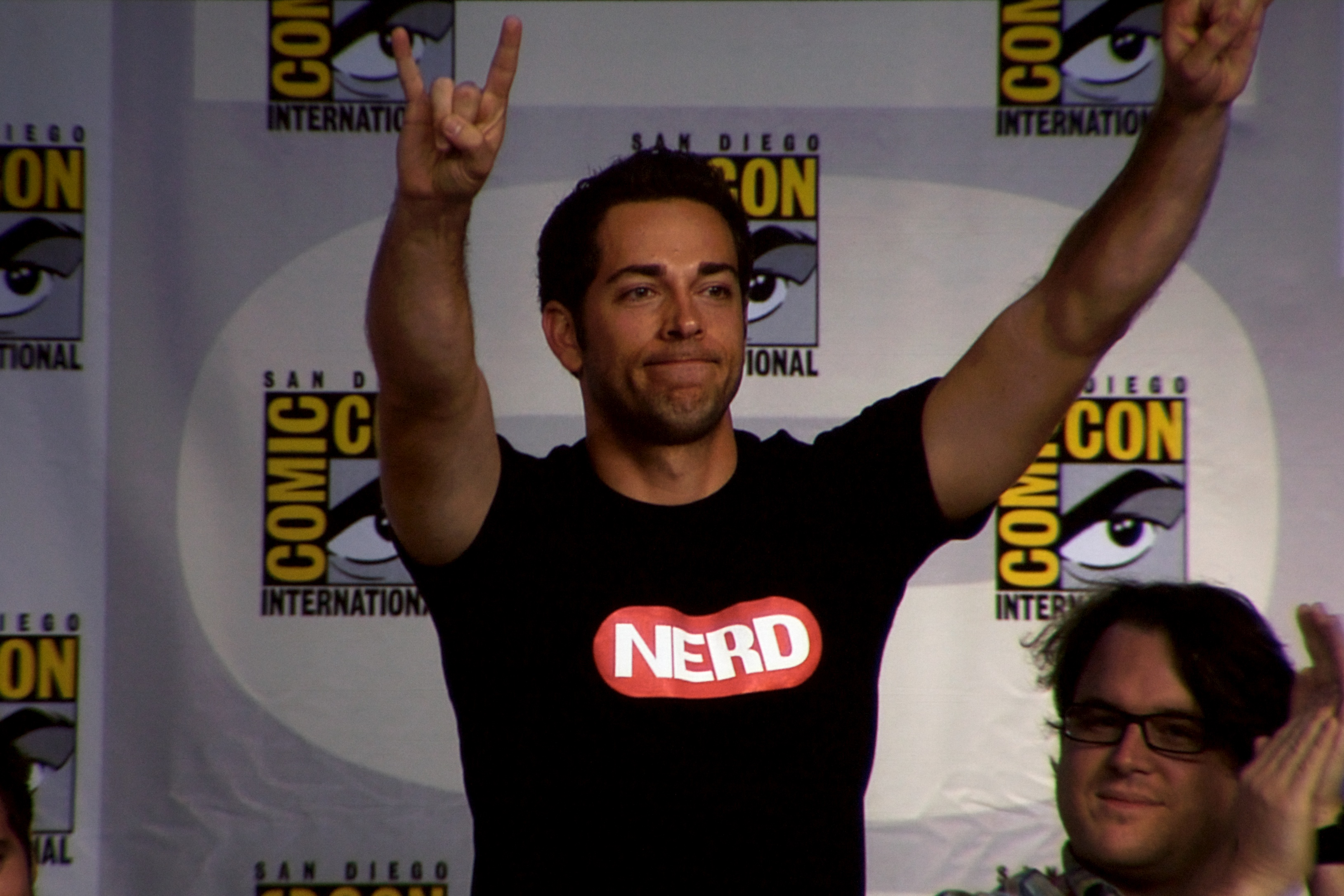
Zachary Levi al 2010 San-Diego Comic-Con mentre indossa una t-shirt di The Nerd Machine

Nel luglio del 2011, Zachary Levi e The Nerd Machine hanno collaborato con Break Media per creare una sorta di mini-evento al 2011 San Diego Comic-Con. Al "Nerd HQ", varie celebrità supporter di The Nerd Machine, come Nathan Fillion, Scott Bakula e Jared Padalecki, hanno parlato in piccoli panels rispondendo alle domande del pubblico. Inoltre, le persone hanno avuto la possibilità di incontrare e parlare personalmente con queste celebrità e di avere accesso ad anteprime esclusive di videogames non ancora in commercio. Nerd HQ è stato creato come un'alternativa al Comic-Con "per permettere ai fan e alle persone di cui sono fan di interagire in modo ancor più intimo, mentre dispongono dello stesso tipo di merchandise, videogames e libri che avevano imparato a conoscere e amare grazie al Comic-Con".
L'idea di creare questo evento è nata dal co-protagonista di Zachary Levi in Chuck Adam Baldwin (anche conosciuto per Firefly). Levi ha pensato che "fosse un peccato che qualcosa come Firefly non avesse più panel al Comic-Con o opportunità per i fan e si è reso conto che queste idee intime sarebbero potute risultare in una grandissima esperienza per circa 200 persone". Questo evento fu anche trasmesso in diretta streaming su Ustream in modo che i fan da tutto il mondo che fossero stati impossibilitati a partecipare avrebbero almeno potuto guardare l'evento. Questo evento ha anche lanciato il primo "website film festival" in assoluto, "The Nerd Machine Shorties", dove i membri e i fan inviarono piccoli cortometraggi della durata di massimo un minuto. I migliori 5 video inviati furono messi in primo piano su Break.com e mostrati e discussi al Nerd HQ. I biglietti per i panel furono venduti in precedenza a $20 l'uno. Tutto il ricavato da quest'evento andò all'ente di beneficenza Operation Smile, a cui The Nerd Machine contribuisce sin dalla fondazione. Più di $25,000 furono raccolti solo nei primi due giorni ed entro l'ultimo giorno furono raccolti più di $40,000 che vennero donati in beneficenza ad Operation Smile.
Visto il buon successo dell'evento al primo anno, un secondo Nerd HQ fu deciso ed ebbe luogo dal 12 al 15 luglio del 2012, con la presenza di molti più panel e ancor più celebrità, tra cui Stan Lee, Joss Whedon, ed anche Adam Baldwin e Yvonne Strahovski per il panel di Chuck..
L'evento si è ripetuto anche l'anno successivo, nel 2013, con dimensioni ancora maggiori e partecipazioni ancora più importanti, tra cui l'inizio di varie sponsorizzazioni da parte di società importanti come Intel, Fiat e molti altri.
Visto l'ormai consolidarsi del successo dell'evento, dell'ottima accoglienza annuale ricevuta e del continuo miglioramento apportato, Levi e Nerd Machine hanno intenzione di confermarlo ogni anno, sempre durante il Comic-Con di San Diego e sempre devolvendo l'intero ricavato annuale in beneficenza ad Operation Smile.
L'evento è inoltre da tre anni trasmesso in live streaming tramite il canale YouTube di The Nerd Machine.
La quarta edizione del Nerd HQ si è tenuta dal 24 al 27 luglio 2014; a Petco Park, sede dell'evento.

## Lista di celebrità al NERD HQ
- Adam Baldwin
- Aisha Tyler
- Alan Tudyk
- Alessandra Torresani
- Aly Michalka
- Andrew Lincoln
- Craig Ferguson
- Damon Wayans Jr.
- Danai Gurira
- Danny Pudi
- Dominic Monaghan
- Dulé Hill
- Dylan O'Brien
- Evangeline Lilly
- Felicia Day
- James Roday
- Jared Padalecki
- Jason Mewes
- Jensen Ackles
- Jewel Staite
- John Simm
- Jorge Garcia
- Joshua Gomez
- Joss Whedon
- Kate Micucci
- Kevin Smith
- Lauren Cohan
- Mark Christopher Lawrence
- Matt Smith (attore)
- Mekenna Melvin
- Misha Collins
- Nathan Fillion
- Nina Dobrev
- Olivia Munn
- Riki Lindhome
- Robert Kazinsky
- Scott Bakula
- Seth Green
- Stan Lee
- Stephen Amell
- Steve Franks
- Steven Yeun
- Tom Hiddleston
- Tatiana Maslany
- Vik Sahay
- Vin Diesel
- Wil Wheaton
- Yvonne Strahovski
- Zachary Levi
- Zachary Quinto